# Гониоскопия

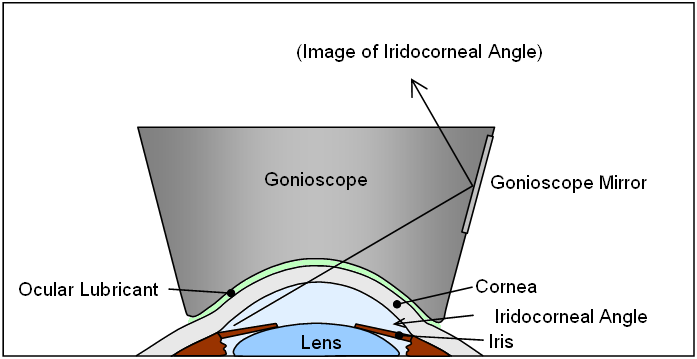
Гониолинза Гольдмана

Гониоскопия — метод визуального исследования передней камеры глаза.
В гониоскопии применяются гониолинзы (также известные под названием гониоскопов) в сочетании с щелевой лампой или операционным микроскопом для изучения угла передней камеры глаза, или анатомически — угла между роговицей и радужной оболочкой глаза. Этот процесс крайне важен в диагностике и мониторинге различных заболеваний глаз, связанных с глаукомой.

## Гониолинза или гониоскоп
Гониолинза позволяет врачу-офтальмологу осмотреть область радужно-роговичного угла через зеркало или призму, без которых угол маскируется полным внутренним отражением от глазной ткани.
Механизм этого процесса зависит от типа гониолинзы. Вот некоторые типы гониолинз:
- Прямая гониолинза Кэппе (Koeppe): это прозрачное устройство помещают непосредственно на роговицу вместе со смазочной жидкостью, чтобы избежать повреждения её поверхности. Значительная кривизна наружной поверхности этой гониолинзы оптически исключает проблему полного внутреннего отражения и позволяет просмотреть угол передней камеры глаза[4]. К сожалению, этот метод требует, чтобы пациент лежал, и поэтому он не может быть применён с использованием обычной щелевой лампы в салонах оптики. В офтальмологической клинике используют операционный микроскоп[5].
- Косвенная гониолинза Гольдмана: имеет вид усечённого конуса, так как устройство использует зеркала, чтобы отражать свет от передней камеры глаза под углом в направлении к наблюдателю (как показано на схеме). На практике изображение выходит примерно ортогонально к задней поверхности (ближе к практикующему), что делает наблюдение и увеличение  щелевой лампой лёгким и надёжным. Небольшая изогнутая передняя поверхность не опирается на роговицу, а располагается над ней, позволяя смазочной жидкости заполнить промежуток[6]. Граница передней поверхности ложится на склеру. Несмотря на то что обзор получается меньше, чем у гониолинзы Koeppe, данная гониолинза используется с вертикально сидящим пациентом, и другие зеркала внутри устройства могут быть использованы для получения обзора других частей глаза, таких как сетчатка и зубчатый край[5].
- Косвенная гониолинза Цейса (Zeiss): этот инструмент использует метод, аналогичный Гольдмановскому, но использует призмы вместо зеркал. Четыре симметричные призмы позволяют осмотреть область угла передней камеры глаза в четырёх квадрантах глаза одновременно[6] и хорошо работают со щелевой лампой. Размер и форма инструмента - меньшего размера передней поверхности, которая лежит на роговице, не требуя смазочной жидкости, только плёнку слёзной жидкости пациента - позволяют производить идентационную гониоскопию, которая может быть использована для дальнейшей диагностики[5].

Есть много других гониолинз, доступных для использования, в том числе модифицированных версий вышеупомянутых, которые представляют ценность для хирургического использования (гониотомия).

## Процесс гониоскопии
Хотя детали этого процесса могут варьироваться в зависимости от типа используемых гониолинз, в целом процесс гониоскопии включает в себя следующие пункты:
- Краткое объяснение процедуры для пациента
- Очистка и стерилизация передней (изогнутой) поверхности гониолинзы
- Применение смазочной жидкости к передней поверхности, при необходимости

обезболивание  роговицы пациента посредством местной анестезии
- подготовка щелевой лампы для просмотра через гониолинзу
- Осторожно раздвинуть веки пациента от роговицы
- Медленно приложить гониолинзу к поверхности глаза, образуя всасывание
- Тонкая настройка щелевой лампы для оптимизации обзора
- Интерпретации гониоскопического изображения
- Поворачивать гониолинзу, чтобы посмотреть каждую секцию угла передней камеры глаза
- После просмотра, очень тщательно нарушить присос с помощью век
- очистка инструментов и полив глаза пациента солевым раствором при его желании

## Интерпретация гониоскопических изображений
- Ширина радужно-роговичного угла : Ширина радужно-роговичного угла глаза является одним из факторов, влияющих на дренаж водянистой влаги из передней камеры глаза. Широкий угол обеспечивает достаточный дренаж жидкости через трабекулярную сеть (если нет осложнений), в то время как узкий угол может блокировать дренажную систему и подвергнуть пациента риску острой закрытоугольной глаукомы. Гониоскопия определяет ширину угла передней камеры глаза  по количеству глазных структур, видимых над краем радужной оболочки. Вообще, чем больше структур видно, тем шире угол. Тем не менее, не все структуры могут быть различимы, особенно слабая линия Швальбе в вершине стека. Дополнительная информацию можно получить, если очень узкий пучок щелевой лампы  отразится от угла, так как ширина угла обычно пропорциональна разделению пучков лучей роговицы и радужки, когда они встречаются в угле.
- Передние синехии: Передние синехии - просто спайки радужной оболочки с радужно-роговичным углом или окружающими тканями. Это может усугубляться глазными воспалениями , которые могут сделать угол "липким" в связи с наличием воспалённых клеток и веществ, или структурных дефектов в радужной оболочке, которые приводят к наличию свободно плавающих нитей в передней камере , что может произойти из-за атрофии радужки и врождённых дефектов радужной оболочки. Гониоскопия представляет прямой вид этих синехий, и, таким образом, особенно полезна для более сложных случаев.
- Идентационная гониоскопия: расширение двух вышеупомянутых концепций. Идентационная гониоскопия предполагает приложение давления гониолинзы на  глаз, резкого повышение внутриглазного давления в передней камере , а затем открытие угла передней камеры глаза механически, способствуя большему пониманию природы передних синехий. В отсутствие синехий, идентационная гониоскопия может выявить области, где роговица и радужка действительно анатомически спаяны, в отличие от тех, где они просто касаются друг  друга.